# Abcd協会
abcd協会（abcd きょうかい、仏: art brut connaissance & diffusion）は、フランス人映像作家のブルノ・デシャルムと映像プロデューサーのバーバラ・サファロヴァ（バルバラ・サファロヴァ）を中心とする、1999年に設立されたアール・ブリュットの、非営利の研究機関。会長はサファロヴァが務める。フランスのパリと2002年からはチェコのプラハにも拠点を持つ。また、2005年3月からは、フランスのモントルイユでアール・ブリュットが専門のabcdギャラリーを運営をするなど、普及活動に努めていることでも知られる。そのほか出版や記録映画の制作も行っている。
デシャルムはアール・ブリュット作品の蒐集家として知られ、1985年にアロイーズ・コルバスの作品を購入して以来、2005年現在で二千点にも達している。このコレクションには、フランスの作品だけに留まらず、日本を含む古今東西の作品が集っているが、新しい、まだ知られていない作家の発掘もして作品数は増え続けている。これらコレクションは、abcdギャラリーで展示されるが、販売は行っていない。将来、美術館をつくる計画がある。